# Гориво (будизам)
Упадана (upādāna) је санскритска и пали реч која дословно значи ”гориво”, али се у савременом будистичком контексту најчешће преводи као приањање, везивање.
У будизму, гориво (упадана) и жеђ (танха ) се сматрају двема основним узроцима патње. Престанак упадане води до нирване.

## Етимологија
Професор Ричард Гомрбич је истакао у више својих публикација, да је изворно значење речи upādāna гориво. Он подсећа да је Буда учестало користио ватру као метафору. У познатој Беседи о ватри (Āditta-pariyāya) (Vin I, 34-5; SN 35.28), Буда упозорава монахе да ”све гори”, односно шест чула, њихови предмети и утисци који на основу њих настају. Све гори ватром похлепе, мржње и заблуде. У другој беседи, Буда објашњава да је човекова свест као пламен - постоји док има горива. Такође, излаз из свега овога се назива ”гашење”, тј. нирвана.
Већ у време када је Будагоша писао своје коментаре (4. век), upādāna је почела да се преводи као ”везивање”.

## Будино учење
Према Будином учењу, на основу жеђи настаје гориво, а на основу дотока горива настаје бивање. Када угасимо жеђ, доток горива престаје, нема више бивања, и ум је ослобођен.
Пали канон преноси дијалог између ученика Ваће у Буде о судбини ослобођеног ума после смрти:
„Када је ум ослобођен, учитељу Готамо, где се он поново рађа?”
„Израз ‘поново се рађа’ није добар”.
„Онда се он не препорађа?”
„Израз ‘не препорађа се’ није добар”.
„Онда се он и препорађа и не препорађа?”
„Израз ‘и препорађа и не препорађа’ није добар.”
„Онда се он нити препорађа, нити не препорађа?”
„Израз ‘нити се препорађа, нити не препорађа’ није добар”.
Када је Ваћа након овога изразио збуњеност и сумњу у Будино знање, он му је одговорио поређењем:
„Замисли да пред тобом гори ватра. Да ли би знао: ‘Ово је ватра што преда мном гори’?”
„Знао бих”.
„Ако би те неко питао: ‘Та ватра што пред тобом гори, на основу чега она то гори?’ – шта би одговорио?”
„Одговорио бих: Ова ватра што преда мном гори, гори на основу траве и прућа.”
„Ако би онда та ватра пред тобом била угашена, да ли би знао: ‘Ова ватра преда мном је угашена’?”
„Знао бих”.
„А ако би те неко питао: ‘Пошто је та ватра пред тобом угашена, на коју страну је отишла: на исток, запад, север или на југ’?” – шта би одговорио?”
„То питање нема смисла. Ватра гори на основу горива које чине трава и грање. Када је оно потрошено, ако се не дода ново гориво, пошто више нема горива, она се сматра угашеном”.
Буда потом закључује да се исто односи и на Татагату, чији је ум ослобођен.